# Гъчо Балтаджиев
Гъчо Генков Балтаджиев е български детски писател.

## Биография
Роден е през 1878 г. в Калофер. През 1895 г. завършва Казанлъшкото педагогическо училище, а в 1906 г. – Габровската гимназия. Следва архитектура в Германия. След завръщането си в България е учител в Калофер, Пещера и др. Издава детски учебници и списания. Умира през 1953 г. в София.
Личният му архив се съхранява във фонд 1133К в Централен държавен архив. Той се състои от 56 архивни единици от периода 1895 – 1959 г.